# Йоланда Палеологина
Йоланда Палеологина или Виоланта (на италиански: Yolanda Palaiologina (Violanta), * юни 1318, Монкалво, † 24 декември 1342, Шамбери) от владетелската династия Палеолози от Маркграфство Монферат, е чрез женитба графиня на Савоя.

## Произход
Тя е дъщеря на Теодоро I Палеолог (1291 – 1338), маркграф на Монферат, и съпругата му Арджентина Спинола, дъщеря на Опичино Спинола, градски капитан на Генуа. Тя е внучка на император Андроник II Палеолог (1259 – 1332) и втората му съпруга Йоланда (Ирина) Монфератска (1274 – 1317). Сестра е на Джовани II († 20 март 1372), маркграф на Монферат.
Йоланда е погребана в абатство Hautecombe.

## Брак и потомство
На 1 май 1330 г. Йоланда се омъжва за граф Аймон Савойски (1291 – 1343), който е брат на византийската императрица Анна Савойска (1306 – 1359). Йоланда и Аймон имат пет деца:
- Амадей VI (1334 – 1383), 17-и граф на Савоя, женен 1355 г. за Бона Бурбон
- Бианка Мария (1336 – 1388), омъжена 1350 г. за Галеацо II Висконти, господар на Милано (1324/27 – 1378)
- Жан (1338 – 1345)
- Катерина (1342 – 1343)
- Лудвиг (*/† 24 декември 1342)